# Рибаков Іван Федотович
Іван Федотович Рибаков (1889, Херсон, Російська імперія — 1963, Ленінград) —  фахівець з економічної історії та історичної демографії, архівіст.

## Біографія
Закінчив історико-філологічний факультет Московського університету в 1915 р. У 1919-1921 роках був деканом Полтавського історико-філологічного факультету (як першого із запланованого Університету), а в 1922-1923 роках  ректором Полтавського інституту народної освіти. Згодом працював у Ленінграді, де брав участь у Товаристві дослідників української історії, письменства та мови, та в Москві.
Автор статей з історії України (гол. першої половини 19 ст.), зокрема: «1825 рік на Україні» («Україна», 1925), «До історії Малорос. Таємного Товариства» (там само), «Совісний суд на Україні» («Наук. зб. Ленінградського Товариства дослідників укр. історії, письменства та мови», І, 1928), «До характеристики доби кризи „ancien regime“ на Україні» (там же, II, 1929), «Українці-народники 1870-80-их pp. на Карійській каторзі та на засланні в Сибіру» («Україна», 1929) та ін.